# شهرستان دیوی (داکوتای جنوبی)
شهرستان دیویی، داکوتای جنوبی (به انگلیسی: Dewey County, South Dakota) یک سکونتگاه مسکونی در ایالات متحده آمریکا است که در داکوتای جنوبی واقع شده‌است.

## خصوصیات
شهرستان دیویی ۶٬۳۳۴ کیلومترمربع مساحت دارد.